# Farewell Yellow Brick Road
Farewell Yellow Brick Road bylo poslední turné Eltona Johna, na kterém odehrál přes 330 koncertů v různých zemích po celém světě. Turné zakončilo jeho kariéru, během níž odehrál takřka 4600 koncertů, přičemž po jejím konci chtěl věnovat více času rodině.
Turné začalo 8. září 2018 v Allentown v Pensylvánii a skončilo 8. července 2023 ve Stockholmu. Trvalo takřka 5 let kvůli zdržení pandemií covidu-19.
Jednalo se o jedno z nejvýdělečnějších turné v celé historii a podle časopisu Billboard to bylo poprvé, co se na turné vydělalo přes 900 milionů USD na prodeji lístků.
Dne 7. května 2019 se uskutečnil koncert i v pražské O2 aréně.